# Rebilus kaputar
Rebilus kaputar is een spinnensoort uit de familie Trochanteriidae. De soort komt voor in New South Wales.